# 경주 양씨
경주 양씨(慶州梁氏)는 경상북도 경주시를 본관으로 하는 한국의 성씨이다. 2015년 인구는 33536명이다.